# Gradište (gmina Merošina)
Gradište (cyr. Градиште) – wieś w Serbii, w okręgu niszawskim, w gminie Merošina. W 2011 roku liczyła 559 mieszkańców.